# Péricles Cavalcanti
Péricles da Rocha Cavalcanti (Rio de Janeiro, 21 de setembro de 1947) é um compositor, cantor e cineasta brasileiro. 

## Biografia
Filho do pernambucano e ex-padre, jornalista esportivo e professor de língua portuguesa e latim Mariano de Moura Cavalcanti (1903-1975), e da baiana Adalgiza da Rocha Cavalcanti (1924-1982). Mudou-se para São Paulo em 1950.
Na década de 1970, vivendo em Londres, Péricles realizou a primeira gravação como músico profissional como vocalista e violonista, na trilha para o filme Copacabana mon amour, acompanhado por Gilberto Gil. Já na década de 1980, compôs para a peça de teatro A Farra da Terra do grupo Asdrúbal Trouxe o Trombone, o qual tinha integrantes como Regina Casé, Hamilton Vaz Pereira e Luiz Fernando Guimarães.
No teatro, colaborou com a Oficina (Usina-usona) de Marcelo Drummond e José Celso Martinez Correa, compondo para a montagem de "Os Sertões", além de "Os Satyros" e "Pranto de Maria Parda", adaptação do escritor Gil Vicente.
É dele a composição de "Eu queria ser a Cassia Eller. "
Musicou parte do poema "Elegia" de John Donne (traduzido por Augusto Campos), o qual foi gravado por Caetano Veloso no disco Cinema Transcendental.